# Tapachula Soconusco Fútbol Club
El Tapachula Soconusco Fútbol Club es un equipo de fútbol mexicano con sede en Tapachula, Chiapas que participa en la Serie A de la Segunda División de México.

## Historia
El fútbol en la ciudad de Tapachula ha tenido antecedentes en algunos representativos como los clubes Jaguares de Tapachula, Ocelotes UNACH y especialmente los Cafetaleros de Tapachula, equipo que logró ganar la llamada final de ascenso de la categoría de plata del fútbol mexicano, pero que no pudo subir al máximo circuito por no tener la certificación requerida para participar en la Primera División, hecho que provocó la mudanza de ese equipo a Tuxtla Gutiérrez y con ello la desaparición del fútbol profesional de la ciudad fronteriza en mayo de 2019.
Luego de cuatro años sin contar con una escuadra profesional, el 26 de octubre de 2023 se anunció la creación de un nuevo equipo denominado Tapachula Soconusco Fútbol Club, el cual sería el encargado de representar a la ciudad a partir de la temporada 2024-25, en un principio como una escuadra inscrita en la Tercera División, última categoría del fútbol mexicano. Tras su fundación el equipo tomó parte de torneos de categoría amateur debido a la imposibilidad para incorporarse al fútbol profesional en el transcurso de la temporada regular, en esta modalidad el club de Tapachula logró ganar la Liga Sureste MX, una competición semiprofesional de corte regional.
En junio de 2024 el club fue inscrito en la Serie A de la Segunda División de México, la liga que representa al tercer nivel del fútbol mexicano, esto tras la adquisición de una franquicia para participar en esta categoría, siendo integrados en el Grupo C de la rama principal de la competición que también es conocida como Liga Premier. Además, el club también contará con una escuadra de reservas en la Tercera División como parte de su programa de desarrollo de futbolistas locales.

## Estadio
El estadio Olímpico de Tapachula es un recinto de fútbol ubicado en la ciudad de Tapachula, Chiapas. Cuenta con una capacidad de 21 010 espectadores. Entre 2015 y 2017 el estadio fue sometido a un proceso de remodelación que amplió su capacidad y modernizó las instalaciones.

## Temporadas
| Temporada     | División          | Posición       |
| ------------- | ----------------- | -------------- |
| Apertura 2024 | 3.Segunda Serie A | 10.º Grupo III |
| Clausura 2025 | 3.Segunda Serie A | 8.º Grupo III  |